# Civitella Roveto
Civitella Roveto – miejscowość i gmina we Włoszech, w regionie Abruzja, w prowincji L’Aquila.
Według danych na rok 2004 gminę zamieszkiwało 3318 osób, 73,7 os./km².